# Proprietà dell'integrale di Riemann

## Linearità
Siano {\displaystyle f} e {\displaystyle g} due funzioni continue definite in un intervallo {\displaystyle [a,b]} e siano {\displaystyle \alpha ,\beta \in \mathbb {R} }. Allora:
{\displaystyle \int _{a}^{b}{\Big (}\alpha f(x)+\beta g(x){\Big )}\,dx=\alpha \int _{a}^{b}f(x)\,dx+\beta \int _{a}^{b}g(x)\,dx.}

### Dimostrazione
Dalla definizione si ha che:
{\displaystyle \int _{a}^{b}{\Big (}\alpha f(x)+\beta g(x){\Big )}dx=\lim _{c_{\mathcal {P}}\to 0}\sum _{i=0}^{n-1}{\Big (}\alpha f(t_{i})+\beta g(t_{i}){\Big )}(x_{i+1}-x_{i}),}
da cui:
{\displaystyle \int _{a}^{b}{\Big (}\alpha f(x)+\beta g(x){\Big )}dx=\lim _{c_{\mathcal {P}}\to 0}{\Big (}\alpha \sum _{i=0}^{n-1}f(t_{i})(x_{i+1}-x_{i})+\beta \sum _{i=0}^{n-1}g(t_{i})(x_{i+1}-x_{i}){\Big )}.}
Dalla proprietà distributiva e dal fatto che il limite della somma coincide con la somma dei limiti si ha:
{\displaystyle \int _{a}^{b}{\Big (}\alpha f(x)+\beta g(x){\Big )}dx=\alpha \lim _{c_{\mathcal {P}}\to 0}\sum _{i=0}^{n-1}f(t_{i})(x_{i+1}-x_{i})+\beta \lim _{c_{\mathcal {P}}\to 0}\sum _{i=0}^{n-1}g(t_{i})(x_{i+1}-x_{i}),}
da cui discende la proprietà di linearità.

## Additività
Sia {\displaystyle f} continua e definita in un intervallo {\displaystyle [a,b]} e sia {\displaystyle c\in [a,b]}. Allora:
{\displaystyle \int _{a}^{b}f(x)\,dx=\int _{a}^{c}f(x)dx+\int _{c}^{b}f(x)\,dx.}

### Dimostrazione
Dalla definizione si ha che
{\displaystyle \int _{a}^{b}f(x)\,dx=\lim _{c_{\mathcal {P}}\to 0}\sum _{i=0}^{n-1}f(t_{i})(x_{i+1}-x_{i}),}
da cui se si ha {\displaystyle c\in [a,b]} esiste, eventualmente affinando la partizione, un intero {\displaystyle h} tale che {\displaystyle 0\leq h\leq n} e {\displaystyle x_{h}=c,} da cui risulti:
{\displaystyle \int _{a}^{b}f(x)\,dx=\lim _{c_{\mathcal {P}}\to 0}\left(\sum _{i=0}^{h-1}f(t_{i})(x_{i+1}-x_{i})+\sum _{i=h}^{n-1}f(t_{i})(x_{i+1}-x_{i})\right),}
e dal fatto che il limite della somma coincide con la somma dei limiti si ha:
{\displaystyle \int _{a}^{b}f(x)\,dx=\lim _{c_{\mathcal {P}}\to 0}\sum _{i=0}^{h-1}f(t_{i})(x_{i+1}-x_{i})+\lim _{c_{\mathcal {P}}\to 0}\sum _{i=h}^{n-1}f(t_{i})(x_{i+1}-x_{i}),}
da cui discende la proprietà di additività.

## Monotonia
Siano {\displaystyle f} e {\displaystyle g} due funzioni continue definite in un intervallo {\displaystyle [a,b]} e tali che {\displaystyle f(x)\leq g(x)} in {\displaystyle [a,b]}. Allora:
{\displaystyle \int _{a}^{b}f(x)dx\leq \int _{a}^{b}g(x)\,dx.}

### Dimostrazione
Infatti se si ha che {\displaystyle f(x)\leq g(x)} nel compatto {\displaystyle [a,b]}, effettuando una partizione di tale compatto (ovviamente la disuguaglianza permane), per ogni {\displaystyle i=0,\ldots ,n-1,} si ottiene:
{\displaystyle f(t_{i})\leq g(t_{i}),}
da cui
{\displaystyle f(t_{i})(x_{i+1}-x_{i})\leq g(t_{i})(x_{i+1}-x_{i}).}
A questo punto, poiché la relazione è valida per qualsiasi intervallo in cui è suddiviso il compatto, vale:
{\displaystyle \sum _{i=0}^{n-1}f(t_{i})(x_{i+1}-x_{i})\leq \sum _{i=0}^{n-1}g(t_{i})(x_{i+1}-x_{i}).}
Come conseguenza del corollario del teorema della permanenza del segno dei limiti, applicando il limite alle somme integrali di Riemann (ottenendo quindi l'integrale) la disuguaglianza resta immutata
{\displaystyle \lim _{c_{\mathcal {P}}\to 0}\sum _{i=0}^{n-1}f(t_{i})(x_{i+1}-x_{i})\leq \lim _{c_{\mathcal {P}}\to 0}\sum _{i=0}^{n-1}g(t_{i})(x_{i+1}-x_{i}).}
Da ciò deriva la proprietà di monotonia degli integrali.

## Valore assoluto
Sia {\displaystyle f} una funzione integrabile in un intervallo {\displaystyle [a,b]}, allora si ha:
{\displaystyle \left|\int _{a}^{b}f(x)\,dx\right|\leq \int _{a}^{b}\left|f(x)\right|\,dx.}

### Dimostrazione
Essendo valida la relazione
{\displaystyle -|f(t_{i})|\leq f(t_{i})\leq |f(t_{i})|,}
per ogni {\displaystyle i=0,\ldots ,n-1,} di una partizione di {\displaystyle [a,b]}, è possibile moltiplicare ogni membro per il fattore {\displaystyle (x_{i+1}-x_{i})}
{\displaystyle -|f(t_{i})|(x_{i+1}-x_{i})\leq f(t_{i})(x_{i+1}-x_{i})\leq |f(t_{i})|(x_{i+1}-x_{i}),}
e sommare membro a membro le varie componenti della relazione, ottenendo:
{\displaystyle -\sum _{i=0}^{n-1}|f(t_{i})|(x_{i+1}-x_{i})\leq \sum _{i=0}^{n-1}f(t_{i})(x_{i+1}-x_{i})\leq \sum _{i=0}^{n-1}|f(t_{i})|(x_{i+1}-x_{i}).}
Applicando il limite in modo da affinare gli intervalli della partizione si ottengono gli integrali:
{\displaystyle -\lim _{c_{\mathcal {P}}\to 0}\sum _{i=0}^{n-1}|f(t_{i})|(x_{i+1}-x_{i})\leq \lim _{c_{\mathcal {P}}\to 0}\sum _{i=0}^{n-1}f(t_{i})(x_{i+1}-x_{i})\leq \lim _{c_{\mathcal {P}}\to 0}\sum _{i=0}^{n-1}|f(t_{i})|(x_{i+1}-x_{i});}
{\displaystyle -\int _{a}^{b}|f(x)|dx\leq \int _{a}^{b}f(x)dx\leq \int _{a}^{b}|f(x)|dx.}
Quest'ultima disuguaglianza può essere espressa in termini di valore assoluto come
{\displaystyle \left|\int _{a}^{b}f(x)dx\right|\leq \int _{a}^{b}\left|f(x)\right|dx,}
la quale è proprio la proprietà del valore assoluto degli integrali.